# Tomb Raider (jeu vidéo, 2013)
Pour les articles homonymes, voir Tomb Raider (homonymie).
Tomb Raider est un jeu vidéo d'action-aventure développé par Crystal Dynamics et édité par Square Enix Europe, sorti le 5 mars 2013 sur PlayStation 3, Xbox 360 et PC. Une version mise à jour comprenant tous les contenus téléchargeables préalablement mis en ligne, titrée Tomb Raider: The Definitive Edition, est commercialisée sur PlayStation 4 et Xbox One depuis le 31 janvier 2014 en Europe.
Il s'agit d'un reboot de la série Tomb Raider, le jeu ne prenant pas en compte les épisodes publiés depuis 1996.
L'histoire se déroule entièrement sur l'île fictionnelle Yamatai situé sur la Mer du Diable au large du Japon et met en scène la jeune archéologue Lara Croft interprétée par Alice David pour la version française et Camilla Luddington pour la version anglaise.
Le jeu a eu deux suite : Rise of the Tomb Raider sorti en 2015 et Shadow of the Tomb Raider sorti en 2018. En parallèle, une série de comics publiée par Dark Horse Comics a également été lancée. Une série d'animation se déroulant après les jeux a été annoncée par Netflix avec Hayley Atwell pour prêter sa voix à Lara Croft.
Une adaptation cinématographique basée en grande partie sur le jeu réalisé par Roar Uthaug est sorti en 2018 avec Alicia Vikander dans le rôle de Lara Croft.

## Scénario
Lara Croft est une étudiante britannique de 21 ans. Elle part pour sa première expédition avec un groupe d'amis et collègues (Liam, Steph, Grim, Victor, Conrad Roth, Samantha Nishimura, Joslyn Reyes, Dr James Whitman, Jonah et Alex Weiss) à bord de l'Endurance, un navire d'exploration moderne. Persuadée que le Royaume perdu de Yamatai, autrefois gouverné par la légendaire Reine solaire Himiko, se trouve quelque part dans le « Triangle du Dragon », une zone au sud du Japon connue pour ses violentes tempêtes, Lara convainc le capitaine du navire d'en prendre le cap. Mais pris dans une de ces fameuses tempêtes, le bateau s'échoue sur une île où Lara est capturée par un homme fou qui la ligote dans la caverne qui lui sert de refuge. Lara se libère, provoquant l'effondrement de la caverne et la mort de son ravisseur. Seule, elle utilise les connaissances de survie en milieu naturel de son père et part à la recherche de ses amis. Sur son chemin, elle comprend que l'île est habitée par une communauté qui laisse de nombreux dessins sur les murs et qui pratique le sacrifice animal. Elle retrouve finalement son amie Samantha, accompagnée d'un homme, Mathias, qui se présente comme un ancien naufragé. Lara prend du repos auprès d'eux alors que Sam raconte la légende de la reine Himiko, dont elle affirme être une descendante pour plaisanter; mais au réveil de Lara, ils sont partis.
Lara rejoint finalement les autres naufragés et avec le Dr Whitman, elle part à la recherche de Roth alors que les autres vont sur les traces de Sam et Mathias. Lara et Whitman finissent par découvrir un temple des habitants de l'île dédié à Himiko : ils sont bel et bien au Yamatai. Mais ils sont finalement capturés par les habitants de l'île et emmenés avec les autres survivants. Quand ils tentent de s'échapper, les habitants commencent à les massacrer. Lara s'échappe seule mais est rattrapée par Vladimir, meneur d'un groupe d'habitants qu'elle finit par tuer d'une balle dans la tête quand celui-ci s'apprêtait à l'étrangler. Lara continue alors sa route, tuant les habitants qui tentent de l'abattre, avant de retrouver Roth, blessé à la jambe dans un village abandonné des montagnes. Roth lui indique d'utiliser son équipement à la tour radio de l'île pour lancer un S.O.S. vers l'extérieur. Elle parvient à rejoindre le sommet de la tour et contacte un avion envoyé à la recherche de l'Endurance. Mais quand l'avion repère le feu que Lara a provoqué pour lui signaler sa position, une mystérieuse tempête se lève soudainement et foudroie l'avion alors qu'une voix murmure « Personne ne part » en japonais. Lara tente de venir en aide aux deux pilotes mais ils sont abattus par les habitants.
Pendant ce temps, Alex et Reyes découvrent que Sam a été enlevée par les habitants de l'île, qui ont formé une secte appelée « La Confrérie des Solarii » et vouent un culte à Himiko. Proche de leur repaire, Lara tente de la sauver mais trouve Mathias, qui s'avère être le chef des Solarii et ordonne de tuer Lara. Avant que son ordre ne soit exécuté, des créatures semblables à des samouraïs massacrent les Solarii autour de Lara et enlèvent cette dernière. Elle se réveille dans un ancien monastère où elle est ligotée. Elle s'enfuit et découvre une chambre de rituel où elle en apprend plus sur le rituel du feu qui doit désigner la nouvelle Reine Solaire. Sam la contacte alors par radio et lui révèle que les Solarii veulent lui faire subir le rituel où elle brûlera vive s'ils échouent. Lara part donc pour la forteresse des Solarii et retrouve Grim, mais il se sacrifie quand les membres de la secte tentent de l'utiliser comme otage. Arrive alors Roth, armé d'un fusil sniper, qui aide Lara à se frayer un chemin vers la forteresse. Lara est finalement repérée et capturée par les Solarii alors qu'elle espionnait le rituel du feu orchestré par Mathias; celui-ci prend place, mais au moment où le bûcher s'embrase, un grand souffle de vent vient éteindre les flammes, désignant Sam comme l'élue.
Lara s'échappe à nouveau et rejoint ses amis venus sauver Sam. Rejoints par Whitman, qui est parvenu à s'arranger avec les Solarii, Lara retourne sauver Sam pendant que Roth parvient à faire venir un hélicoptère. Lara force alors Sam à fuir par la terre avant de grimper sur l'hélicoptère et le faire atterrir car la tempête se lève, mais un éclair touche l'aéronef et il se crashe. Lara manque de mourir dans l'accident et ne doit la vie qu'à Roth, qui se sacrifie pour protéger Lara des Solarii. Les autres arrivent et pleurent Roth. Lara est désormais convaincue que les tempêtes ne sont pas naturelles et empêchent volontairement toute personne de quitter l'île. Les autres survivants ont repéré un bateau échoué qui pourrait leur permettre de partir. Ils sont rejoints par Whitman, qui affirme avoir échappé aux Solarii - mais Lara ne le croit pas. Lara part dans l'épave de l'Endurance où Alex est parti chercher les outils de Reyes, mais il est coincé dans une des cales et rapidement encerclé par les Solarii. Lara prend les outils et laisse à contrecœur Alex se sacrifier pour lui permettre de fuir.
Lara apporte les outils à Reyes avant de partir explorer des ruines de l'île, en fait une base militaire japonaise de la Seconde Guerre mondiale où l'armée a tenté de contrôler les tempêtes comme une arme. Elle trouve également une tombe avec les restes d'un samouraï s'étant fait seppuku. Lara découvre son histoire dans un message posthume : le soldat était le général de la garde de la Reine Solaire — les gardes-tempêtes — qui a assisté impuissant au suicide de l'élue, laissant l'esprit de la Reine occuper un cadavre; depuis lors, Himiko exprime sa colère et sa rage par des tempêtes retenant toutes les personnes tentant de la fuir. Lara comprend donc que Mathias veut réincarner l'esprit de la reine dans le corps de Sam, qui se trouve être réellement sa descendante, pour faire cesser les tempêtes et ainsi pouvoir quitter l'île. Alors qu'elle retourne auprès des autres, elle apprend que Whitman les a trahis et a livré Sam à Mathias.
Lara, Jonah et Reyes partent alors à leur poursuite, remontant une rivière vers le monastère, et Lara part seule dans le temple. Elle assiste à la mort de Whitman, tué par des gardes-tempêtes. Lara parvient à rejoindre juste à temps Mathias qui a commencé le rituel, gardé à la fois par les Solarii, les gardes-tempêtes et les Oni, mais parvient à abattre Mathias en le tuant armée de deux pistolets, avant de détruire les restes de Himiko pour sauver Sam. Les tempêtes se dissipent et Lara, Sam, Reyes et Jonah peuvent quitter l'île désormais sans encombre. Ils sont retrouvés par les marins d'un cargo, qui les recueillent et les ramènent sur le continent. Mais Lara est déterminée à continuer à étudier les mythes du monde entier et comprendre leurs secrets.

## Personnages
- Lara Croft (VO : Camilla Luddington ; VF : Alice David) : Jeune archéologue prodige et dernière descendante de la famille Croft. Lara est une jeune femme intelligente et motivée, et est vouée à un grand avenir. Elle est néanmoins en pleine crise de confiance.
- Conrad Roth (VO : Robin Atkin Downes ; VF : Hervé Jolly) : Le mentor de Lara qui la considère comme sa propre fille, c'est un ancien soldat d'élite de l'armée britannique et un proche ami de la famille Croft.
- Samantha Nishimura (VO : Arden Cho, Chieko Hidaka ; VF : Geneviève Doang) : Âgée de 22 ans, elle est la meilleure amie de Lara et est diplômée dans la même université qu'elle. D'origine asiatique et portugaise, elle est très attachée à Lara.
- Joslin Reyes (VO : Tanya Alexander ; VF : Maïk Darah) : Un membre de l'expédition. C'est une femme forte et difficilement impressionnable, elle est mère d'une fille de quatorze-ans et a une relation amoureuse avec Roth, c'est aussi un ex-policier. Pragmatique et rationnelle, elle est la dernière du groupe à admettre la nature surnaturelle de l'île et des tempêtes.
- Dr James Whitman (VO : Cooper Thornton ; VF : Philippe Valmont) : C'est le supérieur de Lara. Le Dr. Whitman est un archéologue mondialement connu mais c'est un homme lâche et opportuniste qui est capable de tout pour arriver à ses fins.
- Jonah Maiava (VO : Earl Baylon ; VF : Jérémie Covillault) : Membre de l'équipage, Jonah est un homme fort qui n'hésite pas à protéger Lara quand elle en a besoin. Il est l'un des premiers à comprendre que les tempêtes et les évènements qui sévissent sur l'île ne sont pas naturels.
- Alex Weiss (VO : Andy Hoff ; VF : Sébastien Desjours) : Un jeune archéologue qui sort de la même université que Lara et Samantha. Il est secrètement amoureux de Lara.
- Mathias (VO : Robert Craighead ; VF : Igor de Savitch) : Un survivant de l'île, Mathias était autrefois un professeur réputé, mais il est aujourd'hui devenu le dangereux chef fanatique de la Confrérie des Solarii vouant un culte à Himiko; il cherche désespérément un moyen de quitter l'île.

## Développement
En décembre 2010, Square Enix annonce le développement d'un nouveau Tomb Raider par Crystal Dynamics : il s'agira d'un redémarrage de la saga qui reviendra sur les jeunes années de Lara Croft. Le 3 juin 2011, la première bande annonce du jeu est dévoilée sur le site officiel de Tomb Raider.
Initialement prévu pour fin 2012, la date de sortie a été repoussée au 5 mars 2013 et un deuxième trailer (« Crossroads ») a été dévoilé à l'E3 2012. Un troisième trailer (« Survivor ») a été diffusé durant la dixième cérémonie des VGA en décembre 2012. Le 29 décembre 2012, Square Enix fait savoir via la couverture d'un magazine que ce nouveau Tomb Raider sera doté d'un mode multijoueur, une nouveauté dans la série.
Fin janvier 2013, Crystal Dynamics annonce que le titre ne sera pas porté sur la Wii U de Nintendo, à cause des coûts de développement spécifiques liés à cette console et à son interface particulière.
Le mode multijoueur a été créé par le studio de développement canadien Eidos Montréal, connu pour Deus Ex: Human Revolution.
Le jeu a été adapté sur borne d'arcade sous la forme d'un jeu de tir au pistolet optique.

## Accueil

### Critique
Tomb Raider est bien accueilli par la critique. Beaucoup de sites décrivent ce Tomb Raider comme la « Renaissance de Lara Croft ». Jeuxvideo.com donne au jeu la note de 18/20. Melty décrit le jeu comme « un reboot réussi sur tous les plans » et lui donne la note de 17/20. Le jeu reçoit au total 85 % de bonnes critiques.
Du côté des fans, ces derniers accueillent bien le jeu. Tomb Raider a même conquis de nouveaux fans, les fans de la saga Uncharted puisque Tomb Raider s'en inspire grandement.

### Ventes
En avril 2013, 3,4 millions de copies du jeux avaient été vendues, un résultat en dessous des prévisions de Square Enix qui en attendait 6 millions. Ajouté aux ventes décevantes de Hitman: Absolution et Sleeping Dogs, ce Tomb Raider a provoqué la démission du président de Square Enix Yōichi Wada. Cela n'a pas empêché la mise en chantier d'une suite : Rise of the Tomb Raider.
En novembre 2017, à la suite de diverses promotions et rééditions, le jeu s'était vendu à 11 millions d'exemplaires. Il est de fait l'épisode s'étant le mieux vendu de toute la franchise Tomb Raider.

## Postérité

### Suites vidéoludiques
Lors de la conférence Microsoft se déroulant à l'E3 le jeudi 9 juin 2014, un premier trailer est diffusé et révèle le nom de la suite : Rise of the Tomb Raider. Longuement traumatisée par les événements survenus dans le reboot, Lara apparaît comme fragile, méfiante et redoutable face à son psychologue. Il lui conseille de se trouver un "hobby", quelque chose à faire pour se prendre en main... La scène est entrecoupée d'autres images de Lara partant à l'aventure. Ce nouvel opus est annoncé pour 2015 et Camilla Luddington y incarne à nouveau Lara Croft.

### Comics
Au Comic-Con 2013, la scénariste Gail Simone annonce s'occuper du prochain comics basé sur la franchise Tomb Raider, prévu pour février 2014 et dont l'histoire permet de faire le lien avec une suite. Quelques jours après, Phil Rogers, président de Square Enix Amérique et Europe, déclare qu'une suite est en cours de développement sur les consoles PlayStation 4 et Xbox One.

### Adaptation cinématographique
Le jeu sert de base au nouveau film Tomb Raider de Roar Uthaug, sorti en 2018. Le personnage de Lara Croft est joué par Alicia Vikander.